# Jurkówko
Jurkówko (niem. Hagenhorst) – osada leśna wsi Możdżany w Polsce, położona w województwie warmińsko-mazurskim, w powiecie giżyckim, w gminie Kruklanki.
W latach 1975–1998 Jurkówko należało administracyjnie do województwa suwalskiego.

## Nazwa
28 marca 1949 r. ustalono urzędową polską nazwę miejscowości – Jurkówka, określając drugi przypadek jako Jurkówka, a przymiotnik – jurkówecki.